# AB-toxin

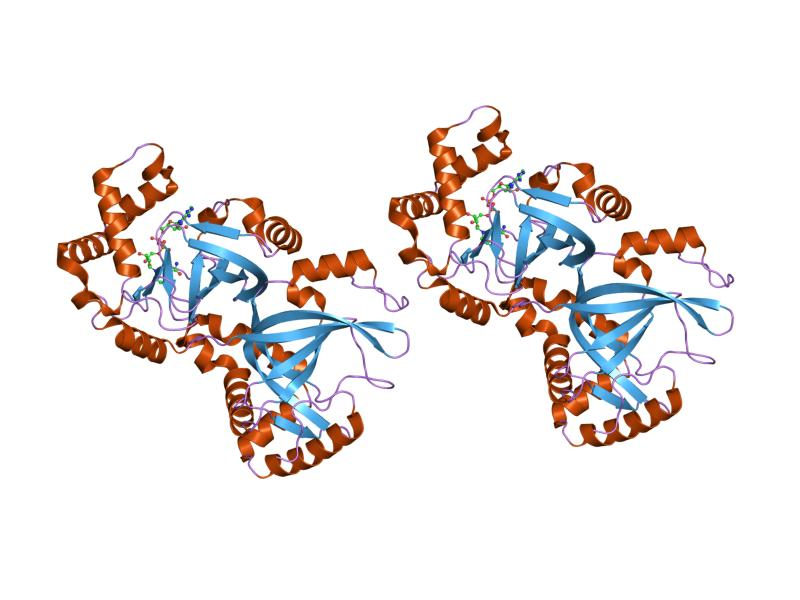
Exempel på kristallstruktur hos ett AB-toxin.

AB-toxin är toxin som består av två sammanbundna protein som samverkar. A-delen står för den toxiska effekten när den väl kommit in i cellen. B-delen är värdspecifik och är konstruerad på ett sätt som gör att den binder till en kolhydratstruktur på cellytan hos en viss cell och får den cellen att ta upp toxinet. 
Botulinumtoxin (världens giftigaste) och tetanustoxin (stelkramp) är två AB-toxin som har samma A-del men olika B-del. De har alltså samma effekt när de kommit in i cellen (de hindrar att neurotransmittorer frisätts) men drabbar olika celler i kroppen. Botulinumtoxin drabbar perifera nervändar och orsakar förlamning medan tetanustoxin drabbar inhibitoriska nervändar och orsakar kramper.